# Pałac w Przysiece
Pałac w Przysiece – zabytkowy pałac znajdujący się we wsi Przysieka, w powiecie gnieźnieńskim, w województwie wielkopolskim. Ulokowany jest przy Szlaku Pałaców i Dworów Powiatu Gnieźnieńskiego.

## Historia
Pałac został wzniesiony w drugiej połowie XVIII stulecia w stylu klasycystycznym, ale był wielokrotnie przebudowywany. Pierwsza osada powstała tu prawdopodobnie w XII wieku. W zachowanych dokumentach Przysieka pojawia się w 1243 roku, kiedy książę Przemysł I nadał ją klasztorowi  w Gnieźnie. Najwcześniej panował tu ród Awdańców, po nich waścicielem był niejaki comes Lupus, a od 1381 roku wieś należała do rycerza Michała z rodu Dryów. W późniejszych latach mieszkali tu Przysieccy, Popowscy, Płaczkowscy, Paruszewscy, Godzimirscy i Młodzianowscy. Na początku XIX wieku weszła w skład klucza mieleszyńskiego, należącego do rodu Kalksteinów. 
Od 1861 roku klucz był w posiadaniu Teodora Dionysiusa, który go kupił od Wincentego Kalksteina. W roku 1942 wdowa po synu Teodora sprzedała pałac Gerhardowi Wendorfowi. W pierwszej połowie XX wieku w pałacu spotykali się masoni. Na strychu znajduje się tzw. „komnata masońska”. W jej wnętrzu na ścianach można zobaczyć kilkadziesiąt kolorowych autografów z datami, mogącymi informować o przyjęciu do loży. 
Po II wojnie  światowej zabytek przeszedł na własność Skarbu Państwa. Obecnie pałac jest zamieszkany przez kilka rodzin. Część majątku należy do firmy Planasa Polska.